# Emma Becker
Emma Becker, de nom real Emma Durand (Nogent-sud-Marne, França, 14 de desembre de 1988) és una escriptora francesa. És autora d'algunes novel·les a cavall entre l'autoficció, la ficció i l'autobiografia.

## Biografia
Nascuda a la regió parisenca, Emma Becker és filla d'un contractista i d'una psicòloga que se separen en 2001. Té dues germanes, Louise i Alice. Va estudiar a l'Institut Montalembert de Nogent-sud-Marne, on es va graduar amb menció el 2006. Va continuar amb estudis superiors de Lletres a la Universitat de la Sorbonne Nova.
En 2011 va publicar el seu primer llibre, Mr, on abordava una relació tempestuosa de gairebé un any entre un cirurgià francès i el seu propi oncle. El seu segon títol, Alice, publicat el 2015, aborda la dificultat de superar una relació amorosa per a la generació del Maig francès.
En 2013 es va traslladar a Berlín, després d'una ruptura sentimental. Tres anys més tard, va tenir un fill, tema que va anunciar que desitjava abordar en un futur treball.
La Maison (La casa) és la seva tercera novel·la, publicada en 2019 per Flammarion, és una novel·la del gènere d'autoficció, una espècie de crònica documental. La crítica literària Christine Ferniot la defineix com una obra que «uneix la investigació literària, el diari i el recull de contes» La protagonista, sota el pseudònim de Justine, ens presenta un sòrdid espectacle de sexualitat en l'Alemanya d'avui. Aquesta novel·la s'inscriu en una nova ona femenina a conseqüència del moviment #MeToo. És una «oda a les dones» que exerceixen la prostitució. El crític David Foenkinos la descriu com «una novel·la hipnòtica». Frédéric Beigbeder parla d'un bon llibre, «un dels millors d'aquesta temporada».
El 2022 va publicar L'inconduite, una novel·la inspirada en el naixement del seu fill.

## Obres
- Mr..  éditions Denoël, 13 gener 2011. ISBN 978-2207109502..
- Alice.  éditions Denoël, 8 gener 2015. ISBN 978-2207123805..
- La Maison.  éditions Flammarion, 21 agost 2019. ISBN 978-2081470408..
- L’inconduite. Éditions Albin Michel, 2022, ISBN 978-2-22-647560-2.
- Odile l'été. Traducció al català Odile a l'estiu, per Mercè Ubach. Girona: Ela Geminada, 2024.